# Kelsey Nakanelua
Kelsey Nakanelua (17 mei 1967) is een sprinter uit Amerikaans-Samoa, die is gespecialiseerd in de 100 m en de 400 m. In beide disciplines is hij nationaal recordhouder. Hij nam tweemaal deel aan de Olympische Spelen, maar won hierbij geen medailles.
Op de Olympische Spelen van Sydney in 2000 nam Nakanelua deel aan de 100 m. In de reeksen liep hij met 10,93 s een nationaal record, maar eindigde hij laatste en kon zich dus niet kwalificeren voor de volgende ronde. Vier jaar later op de Olympische Spelen van Athene nam hij wederom deel aan de 100 m. Met een tijd van 11,25 kwam hij opnieuw niet verder dan de reeksen.

## Persoonlijke records
Outdoor
| Onderdeel | Tijd  | Datum          | Plaats   |
| --------- | ----- | -------------- | -------- |
| 100 m     | 10,81 | 28 april 2001  | Honolulu |
| 400 m     | 49,00 | 1 januari 2002 | Honolulu |